# Hal Gordon
Hal Gordon (18 de abril de 1894 – 1946) foi um ator de cinema britânico. Ele atuou em mais de 90 filmes em papéis cômicos. 

## Filmografia selecionada
- Adam's Apple (1928)
- Up for the Cup (1931)
- Lord Camber's Ladies (1932)
- Keep Fit (1937)
- The Divorce of Lady X (1938)
- It's in the Air (1938)
- Trouble Brewing (1939)
- Come On George! (1939)
- Spare a Copper (1940)
- Welcome, Mr. Washington (1944)